# Cerkev sv. Ane, Boreča
Cerkev sv. Ane v Boreči je podružnična cerkev Župnijo Gornji Petrovci.

## O cerkvi
Cerkev sv. Ane v Boreči je romarska. V njo so se zatekale nosečnice in molile za srečen porod. Leta 1739 so cerkev baročno obokali in predelali. Nad oltarjem je bila slika sv. Ane s hčerko Marijo v sredini. Zgoraj je bil sv. Jožef z Jezuščkom, na evangelijski strani podoba sv. Joahima, na listni strani 
sv. Janez Krstnik. Kor in prižnica sta bila lesena in nepobarvana. 
Leta 1911 so namestili v cerkev sv. Ane v Boreči nov lesen oltar, prižnico in spovednico. Tabernakelj v sredini oltarja ima v  sredini kip sv. Ane s hčerko Marijo, na eni strani je kip sv. Alojzija, na drugi pa kip sv. Neže. Spodnji del romarske cerkve je iz kamna. Ko so pri zgornjem delu strop obokali, so ga sezidali iz opeke. Zidan je tudi kor, zvonik nad korom pa je lesen in krit s skodlami. Zvonova iz leta 1925 sta dva. Leta 1956 so obnovili zvonik in streho nad ladjo, naslednje leto pa še streho nad prezbiterijem. V celoti pa so cerkev prebelili 1976. leta. Vsako leto na god sv. Ane je pri tej cerkvi veliko proščenje oziroma »buča«.

## Arhitektura
Poznogotsko cerkev, datirano z letnico 1521, sestavljata pravokotna, sorazmerno visoka ladja in nižji in ožji poligonalno zaključen prezbiterij. Ima bogate kamnoseške detajle.
Cerkev stoji jugovzhodno od naselja, na samotnem pokopališču v gozdu.